# Імператриця Ці
Імператриця Ці ( Олджей – хутуг, кит.:奇皇后; монгол.: Öljei Khutugh Өлзий хутуг (完者忽都), кор.: 기황후) (1315–1369/70) - остання імператриця  Династії Юань, мати засновника династії Північна Юань Білігту (Аюшірідар)  – хана, дружина Тоґон – Темура. 

## Походження та юність
Олджей - хутуг, також відома, як леді Ці народилася в аристократичній сім'ї чиновників найнижчого рангу (до 19 століття община Корьо була розділена на 14 рівнів з королівською особою зверху та рабами знизу). Вона мала старшого брата на ім'я Ці Чхоль (Хангыль: «Ханья: 轍 轍, монгольський: Байн Буха»).У ті часи Корьо змушено було відправляти величезну кількість хлопчиків - євнухів, наложниць, соколів, женьшень, зерна, золота та срібла, тканини в «дар» імперії Юань. Також імперія Корьо повинна була раз на три роки відправляти молодих та гарних дівчат аристократичного роду до імператорського гарему як наложниць.(1) Саме тому у 1333 році леді Ці попри її бажання покидати батьківщину була відправлена у саме серце імперії Юань.

## Шлях до правління
Прибувши у Ханбалик, леді Ці, завдяки своїй вродливості, майстерності у поезії і каліграфії та таланту до танців і співу, одразу привертає до себе увагу імператора Тоґона. Вона стає його улюбленою наложницею і відвертає увагу імператора від першої імператриці Дайнаширі.Дайнаширі була донькою канцлера Ель – Тимура (який став канцлером при великому хані Туг – Темурі та встановив свою диктатуру).
У 1335 році повстає Танкіши, брат Дайнаширі та син канцлера Ель – Темура, але повстання придушує  генерал Баян з роду Меркід (з 1339 року -  великий канцлер), у результаті чого Ель – Темур помирає, а за ним помирають і його діти. 22 липня 1335 року імператриця Дайнаширі була страчена . Тепер Тоґон – Темур здійснив спробу надати наложниці Ці статус другої дружини, але зустрів на своєму шляху сильну опозицію (адже тільки монгольські жінки могли досягти такого високого рівня) і був вимушений відступити. Тогон Темур також намагався зробити Олджей -  хутуг імператрицею, але Баян, який мав тепер  реальну владу, та верховна імператриця мати Тоґон – Темура виступили проти цього, адже вбачали небезпеку у леді Ці. Але у 1339 році наложниця Ці народила сина, і це дало змогу Тоґон Темуру у 1340 році зробити її другою дружиною. Як улюблена дружина імператора леді Ці була дуже впливовою жінкою Юані і після повалення Баяна вона стала другою імператрицею (першою була Баян – хатун з племені хонгірат).
З часом Тоґон Темур все більше і більше втрачав інтерес до ведення  державних справ, а леді Ці все більше і більше проявляла свій політичний та економічний хист. Це призвело до найбільш спокійного, мирного та успішного  періоду правління династії Юань в Китаї.(9)Старший Брат Ці Чхоль був назначений командувачем Східного штабу монгольських польових командирів, і це фактично зробило його правителем під впливом леді Ці.

## Боротьба за престол
У 1353 році син Олджей - хутуг був оголошений кронпринцом. Леді Ці, використовуючи свого євнуха Бак Булву (Хангула: «Ханья: 不 花 花») як агента, хотіла скинути Тоґон - Темура з трону та посадити на престол свого сина Білігту - хана. Але про її наміри дізнався імператор та обірвав із нею зв’язок.
У цей період монголи мало втручалися у справи Корьо. Однак брат імператриці Ці Чхоль став погрожувати Баян-Темуру, вану Конміну, і в 1356 році родина Ці в Корьо була знищена за участь у змові. У результаті Олджей-хутуг і Білігту – хан  розгорнули боротьбу проти Конміна, яка, однак, не була успішною. 
У 1364 році Ці висунула в кандидати на престол Корьо Таш-Темура і дала війська йому на допомогу, але вони були розбиті армією Корьо при переправі на річці Ялу. Олджей-хутуг також висувала іншого кандидата на престол Корьо, представника правлячої династії Корьо, Тогто-Буху, який провів життя при юанському дворі. 
Тим часом розгорнулася міжусобна боротьба між прихильниками і противниками спадкоємця Білігту - хана. Війська опозиції, очолювані монгольським полководцем Болод-Темуром, зайняли Пекін у 1364 році. У той час як Білігту  - хан біг під заступництвом полководця Хухе-Темура, Ці залишилася в Пекіні в полоні у Болод-Темура. Наступного року Хухе-Темур розбив Болод-Темура і Ці спробувала скористатися цим  для того, щоб зробити сина імператором, але знову не досягла успіху. У 1365 році несподівано померла Баян-хатун, і Ці стала першою імператрицею.

## Після падіння імперії Юань
Падіння монгольського правління в Китаї під ударами повстання Червоних пов'язок у 1368 році примусило її разом із двором втекти з Пекіна в Шанду, а в 1369 році в Інчао (應 昌).
У 1370 році помер Тоґон-Темур, і Білігту –хан нарешті  вступив на престол в Інчані. Ці стала імператрицею-матір'ю, але незабаром після цього безслідно зникла.

## Критика
Ставлення до імператриці Ці було і досі залишається різним.  Для імперії Юань вона була скоріше негативним персонажем, адже не тільки була жінкою, яка посміла втручатися у справи монгольської імперії, але й кореянкою, що ще більше принижувало її в очах монгольського народу. 
Цензор з розслідування Лі Мі згадував присягу Хубілая, який казав про те, що  жінка, а тим паче корейська жінка, не може бути спадкоємницею престола. Він наголошував на тому, що нащадки великого хана покоління за поколінням слідували цьому правилу, але забули про це і сперлися на корейську жінку у палаці (тобто леді Ці). Лі Мі говорив, що жіноче «інь» послабляє чоловіче «ян», що всі негаразди (посухи, землетруси та поширення розбою) спіткали імперію Юань через Імператрицю Ці.
Можна сказати, що згодом ставлення корейців до Імператриці Ці стало протилежним, адже вона була не тільки кореянкою, але і  перебуваючи при державному апараті імперії Юань, вона на деякий час змогла послабити тиск на Корьо (хоча через втручання імператриці та її сина у справи Корьо, ван Конмін і знищив сім’ю Ці).
У теперішній культурі Південної Кореї Імператриця висвітлюється скоріше як національний герой, ніж як жінка – узурпатор.

## У Культурі
1. Корейський телевізійний серіал «Шин Дон» (2005)
2. Корейський телевізійний серіал «Імператриця Кі» (2013) - за мотивами життя Імператриці Ці (факти з історії та біографії були перепрацьовані режисером у художніх цілях).